# 劉斌 (前燕)
劉 斌（りゅう ひん、生没年不詳）は、五胡十六国時代の前燕の人物。昌黎郡の出身。

## 生涯
313年、鮮卑慕容部の大人慕容廆により、宋該・皇甫岌・皇甫真・繆愷・封奕・封裕とともに枢要を主管させた。
長史に任じられた。
336年9月、郎中令陽景とともに、東晋の使者王斉・徐孟らを建康まで送り届けた。
内史に任じられた。
350年2月、燕王慕容儁は後趙への侵攻を開始、世子慕容曄を龍城に留め、劉斌を大司農に任じ、典書令皇甫真とともに留守を託した。
これ以後の事績は、史書に記されていない。